# Horst Prem
Horst W. Prem (geboren am 25. November 1940 in Nürnberg; gestorben am 23. Juli 2019) war ein deutscher Flugzeugkonstrukteur, Unitarier und Vizepräsident des Dachverbands freier Weltanschauungsgemeinschaften sowie Autor und Umweltschützer.

## Ausbildung und berufliche Tätigkeit
Horst Prem studierte an der Technischen Hochschule Braunschweig Flugzeugbau und Leichtbau mit Abschluss als Diplom-Ingenieur. Er arbeitete in Leitungsfunktionen bei der Messerschmitt-Bölkow-Blohm GmbH und der DASA AG. Dort war er zuletzt Leiter des Technologiereferats.
Seine erste internationale Anerkennung gewann Horst Prem durch seine maßgebliche Mitarbeit an den deutsch-amerikanischen Sonnensonden Helios 1 und 2. Er war zuständig für die kritischen Subsysteme 'Struktur' und 'Thermalhaushalt' sowie für die Schnittstelle 'Satellit/Rakete' der amerikanischen Kombination Titan-Centaur TE-364/4, die nach einem Fehlschuss in dieser Kombination mit Helios erstmals erfolgreich abhob. Die Bahngeschwindigkeit der Erde von ca. 30 km/s musste dabei auf die Hälfte abgemindert werden, um den Abstand des Satelliten zur Sonne um den Faktor 4 zu reduzieren. Prem konnte nachweisen, dass kristalline Solarzellen auch bei Intensitäten von 11 E0 (Solarkonstanten) unwesentlich degradieren. Damit stand der terrestrischen Anwendung der Photovoltaik nichts mehr im Wege. Darüber hinaus lieferte Prem grundsätzliche Beiträge bei der Verwendung der Faserverbund-Werkstoffe in Flugzeug-Primärstrukturen, in der Elektro-Optik und in der Sensorik.
Er war Mitherausgeber der Bücher Luftfahrtforschung in Deutschland im Verlag Bernard & Graefe (2001) und Aeronautical Research in Germany – from Lilienthal until Today im Springer-Verlag (2004).

## Unitarier
Von 1977 bis 1991 war Horst Prem Präsident der Deutsche Unitarier Religionsgemeinschaft, bis 2006 Mitglied im Bundesvorstand. Ab 1993 war er Leiter der Landesgemeinde Bayern der Unitarier. Von 1999 bis 2012 war er Vizepräsident des Dachverbands freier Weltanschauungsgemeinschaften (DFW) und Mitherausgeber der Schriftenreihe des DFW. 2003–2016 war Horst Prem Vorsitzender des Jugend- und Familienbildungswerks Klingberg e. V., das in Klingberg bei Scharbeutz eine Bildungsstätte betreibt. Er war Mitherausgeber der Schriftenreihe des DFW und verantwortlicher Redakteur der Klingberger Reihe.

## Umweltschutzengagement
Als Präsident der Deutschen Unitarier Religionsgemeinschaft (1985) und auch noch danach war Horst Prem federführend beteiligt an den Eingaben zu Umweltschutz-Grundgesetzänderungen betreffend die Staatszielbestimmung des Naturschutzes, wie sie schließlich 1994 im Art. 20a GG berücksichtigt wurden.
Aufgrund seiner wissenschaftlichen und organisatorischen Arbeiten zur Entwicklung und Verbreitung der Solarenergie wurde Horst Prem 1995 Gründungsmitglied der Solarinitiative München Land e. V. (SIMLA e. V.) und 2001 Mitbegründer der Solarkraftwerke München Land GmbH, die er von 2001 bis 2008 als Geschäftsführer leitete. 2005 erhielt er für besondere Verdienste um den Umweltschutz eine Auszeichnung des Landkreises München.
Horst Prem war verheiratet und hatte drei Kinder.

## Schriften
- Umweltschutz als Grundrecht und Staatszielbestimmung. In: Unitarische Hefte, Heft 3: Religion und Demokratie, Deutsche Unitarier Verlag, München, ISBN 3-922483-33-X.
- Grundwerte im demokratischen Staat. In: Unitarische Hefte, Heft 3: Religion und Demokratie, Deutsche Unitarier Verlag, München, ISBN 3-922483-33-X.

Herausgeber
- Ernst H. Hirschel, Horst Prem, Gero Madelung (Hrsg.): Aeronautical Research in Germany. From Lilienthal until Today. Springer Verlag, Berlin 2004.
- Ernst H. Hirschel, Horst Prem, Gero Madelung (Hrsg.): Luftfahrtforschung in Deutschland. Bernard & Graefe Verlag (Juni 2001).
- Volker Mueller, Horst Prem (Hrsg.): Politik für einen gesellschaftlichen Konsens oder das Ende der deutschen Demokratie? Heft 21 der Schriftenreihe für freigeistige Kultur, Angelika Lenz-Verlag, Berlin/Hannover 2005, ISBN 3-933037-53-0.
- Volker Mueller, Horst Prem (Hrsg.): Der Beitrag Europas zur Zukunft der UNO. Heft 20 der Schriftenreihe für freigeistige Kultur, Angelika Lenz-Verlag, Berlin/Hannover 2004, ISBN 3-933037-46-8.
- Volker Mueller, Horst Prem (Hrsg.): Für ein Europa der Bürger! Heft 18 der Schriftenreihe für freigeistige Kultur, Angelika Lenz-Verlag, Berlin/Hannover 2003, ISBN 3-933037-37-9.
- Volker Mueller, Horst Prem (Hrsg.): Terror – sind wir hilflos? Soziale Menschenrechte auf dem Prüfstand. Heft 17 der Schriftenreihe für freigeistige Kultur, Angelika Lenz-Verlag, Berlin/Hannover 2002, ISBN 3-933037-35-2.